# NGC 3597
NGC 3597 (другие обозначения — ESO 503-3, MCG -4-27-5, AM 1112-232, IRAS11122-2327, PGC 34266) — галактика в созвездии Чаша.
Этот объект входит в число перечисленных в оригинальной редакции «Нового общего каталога».
NGC 3597 является результатом слияния нескольких галактик. Вокруг галактики имеется более 700 компактных объектов, которые могут быть компактными шаровыми скоплениями.